# 长头叶蝉属
长头叶蝉属（学名：Longiheada）为叶蝉科的一个属。

## 下属物种
本属包括以下物种：
- 猩红长头叶蝉 Longiheada scarleta Li, Li et Xing